# Cawood Castle

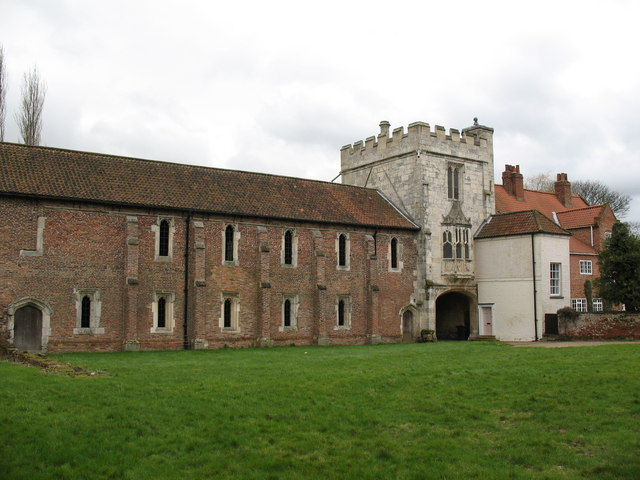
Banketthalle und Torhaus von Cawood Castle

Cawood Castle ist ein Schloss im Dorf Cawood in der englischen Verwaltungseinheit North Yorkshire. Die heute noch erhaltenen Gebäude aus dem 15. Jahrhundert waren einst Teil eines mittelalterlichen Palastes, der den Erzbischöfen von York gehörte und nach dem englischen Bürgerkrieg abgebrochen wurde. Heute hat English Heritage es als historisches Gebäude I. Grades gelistet.

## Geschichte
Der angelsächsische König Æthelstan ließ vermutlich die erste Festung in Cawood an der Stelle des heutigen Schlosses bauen. Im 12. Jahrhundert wurde Cawood erzbischöfliche Residenz. Das erste Mal urkundlich erwähnt wurde eine Burg im Jahre 1181. Zwischen 1374 und 1388 wurde sie in eine quadratische Burg umgebaut. Viele Könige besuchten die Burg, z. B. Johann Ohneland, der im 13. Jahrhundert im nahegelegenen Bishop’s Wood jagte. Dokumente zeigen, dass der Palast oft um- und ausgebaut wurde. Z. B. ließ Erzbischof John Kemp ein Torhaus hinzufügen. Es wurde aus Steinen aus dem Steinbruch Huddlestone bei Tadcaster erbaut, aus dem auch die Bausteine für das York Minster kamen.
George Neville wurde 1465 Erzbischof von York und hielt ein Fest auf dem Schloss ab. Der Earl of Warwick, der Bruder des Erzbischofs, half bei der Vorbereitung des Festes und soll dieses Fest größer als die Krönungsfeierlichkeiten des Königs gewollt haben. Gäste waren z. B. der Duke of Gloucester, der Bruder König Eduards IV. Das Fest dauerte mehrere Tage lang und wurde wegen seiner Größe als „das große Fest von Cawood“ bekannt. Aufzeichnungen zeigen, dass dort große Mengen Speisen und Getränke konsumiert wurden, z. B. 104 Ochsen, 6 wilde Stiere, 400 Schwäne, 1000 Kapaune, 104 Pfauen und 25.000 Gallonen Wein.
Der Palast war die Hauptresidenz von Thomas Savage während seiner Amtszeit als Erzbischof von York und er starb auf Cawood Castle im September 1507. Kardinal Wolsey kam 1530 auf Cawood Castle als Erzbischof von York und machte sich bei den Einwohnern des Dorfes beliebt, indem er die Folgen vieler Jahre der Vernachlässigung korrigierte. Aber noch bevor er als Erzbischof inthronisiert war, ließ ihn der Earl of Northumberland unter der Anschuldigung des Hochverrats verhaften; Wolsey wurde auf dem Weg nach London in Leicester krank und starb. So erfüllte sich die Weissagung von Mother Shipton, dass er zwar die Türme von York Minster sehen würde, dort aber niemals inthronisiert würde.
1642 begann der englische Bürgerkrieg und der Palast wurde anfangs von den Royalisten gehalten. Er wurde dann von den Parlamentaristen eingenommen, aber der Earl of Newcastle konnte ihn 1644 kurzzeitig für die Royalisten zurückerobern. Kurz danach aber eroberte ihn wiederum Lord Fairfax für die Parlamentaristen zurück und er diente als Kriegsgefangenenlager. Nach dem Bürgerkrieg wurde der Palast nicht mehr genutzt und abgerissen, nur einige Bauernhäuser und Teile der Mauer blieben erhalten. Der Keller wurde mit Schutt und Erde verfüllt.

## Heute
Die einzigen erhaltenen Teile des Palastes sind das Torhaus und die Banketthalle. Bausteine des zerstörten Palastes wurden für den Bau der umgebenden Häuser verwendet. Die Fundamente einiger anderer Gebäude blieben erhalten, ebenso wie die Keller des Palastes, die im 19. Jahrhundert ausgegraben wurden.
Das Torhaus diente bis in die 1930er Jahre als Gerichtsgebäude, dann als Offiziersmesse und Gebäude für die British Home Guard im Zweiten Weltkrieg.
Das Schloss gehört heute dem Landmark Trust, der das Torhaus als Ferienheim renovieren ließ, während die zweistöckige Banketthalle in gutem Zustand und wettergeschützt, aber unbewohnbar, blieb. Außerhalb der Banketthalle kann man Reste weiterer Gebäude sehen – es gab modernere Bauernhöfe und eine Mauer entlang der Straße, die entfernt wurden, als der Landmark Trust das Schloss übernahm und es restaurieren ließ.
Das Schlossgeviert wurde in den 1980er Jahren von der Gemeinde aufgekauft, um es als offenen Platz in der Mitte des Dorfes zu erhalten. Im Geviert findet sich eine Population von Kammmolchen: In der Mitte ist ein Teich, der im 19. Jahrhundert zum Eislaufen angelegt wurde. Es gibt auch Überreste mittelalterlicher Fischteiche. Das Gelände wurde mit finanziellen Hilfen der Local Heritage Initiative ausgeweitet, einem kleinen Fonds, der 2000 aufgelegt wurde, um Gemeinden zu helfen, ihre Ortsgeschichte mit Leben zu erfüllen.